# 絕地戰警：邁阿密行動
《絕地戰警：邁阿密行動》（英語：Bad Boys: Miami Takedown）是一個改編自電影《絕地戰警2》的第一與第三人稱射擊遊戲，由布里提茲遊戲（Blitz Games）開發，帝王國際（Empire Interactive）、魁夫娛樂（Crave Entertainment）發行，於2004年11月14日發行

## 遊戲背景
遊戲以邁阿密為背景，故事描述一種的新型毒品「蘭花」一直在邁阿密四處出現，並引發幾起離奇的死亡案件，玩家扮演緝毒小隊（TNT）Marcus Burnett和Mike Lowrey出現在邁阿密的不同關卡掃蕩毒品並查明真相和揪出幕後首腦，遊戲分為五個章節，每個章節都有2~3個關卡。
遊戲最大的特色就是掩護模式（Cover Mode），玩家有時會遭遇4~15名重裝武力的幫派分子，必須尋求掩護點來降低傷害，除此之外，遊戲還分為搜索模式（Explore Mode）、狙擊模式（Sinper Mode）及首領對決模式（Boss Mode）。

除此之外，玩家也可以選擇尋找放置在地上的武器，或是射擊歹徒的武器，讓他投降，以便使用沒收而來的武器。但是除了狙擊槍，其他的都可以拿到。

## 劇情
遊戲故事接續電影的事件，一開始描述遊戲壞蛋之間的交易。毒販圖利奧·門多薩對被名叫阿基莫夫的俄羅斯商人騙貨感到相當不爽。他們解決矛盾後決定合作。同時，兩名TNT特務，雷·傑克森和他的夥伴李-安·里德，正要去吃間餐廳。傑克森待在車裡，而里德走進餐廳。當她在吧檯坐下時，車子突然爆炸，傑克森被炸死在車內，里德則被一個叫「嬰兒惡魔」的幫派綁架。

### Act 1
伯內特和洛瑞被霍華德隊長指派去救援還活著的特務，並消滅「嬰兒惡魔」幫派。他們成功救出里德，不過伯內特對此並不感到意外，因為他和里德有過往的牽連。後來，這對拍檔被派到一間荒廢的房子，那裡是「嬰兒惡魔」的藏身之地，他們很快找到了老大：波蘇·威廉斯。伯內特與幫派老大展開槍戰，但對方最後成功逃脫。

### Act 2
塔蒂亞娜·薩文，阿基莫夫的助手，企圖讓波蘇加入門多薩的團隊，以換取嬰兒惡魔的地盤。波蘇拒絕了，並開始大聲咆哮，直到他在稱呼塔蒂亞娜為「共產主義者」後被她用飛刀射中頭部，當場斃命。接著，嬰兒惡魔搶劫了一家銀行，洛瑞和伯內特被派去制止他們。事後，塔蒂亞娜趁搶劫之機企圖逃跑，但車子出了車禍。她改走路逃跑，穿過邁阿密的巷弄，洛瑞和伯內特追趕並擊退剩餘的嬰兒惡魔幫成員，最後面對來幫助塔蒂亞娜逃脫的俄羅斯黑手黨。
兩人分頭行動；伯內特穿過小M餐廳，洛瑞則上到屋頂。當伯內特被切斷後，洛瑞在邁阿密的屋頂追趕塔蒂亞娜，一路對抗俄羅斯黑手黨。塔蒂亞娜登上她的直升機，並用它攻擊洛瑞。起初，直升機佔了上風，但洛瑞最終戰勝，成功摧毀直升機，殺死了塔蒂亞娜。TNT雙人組重新集結，並計劃在一個畫廊展開他們的下一個任務。

### Act 3
麥克和馬克斯被派往橢圓現代藝術館，試圖查明它與俄羅斯人的關聯，結果發現它是由基里爾·阿基莫夫擁有的，而馬克斯曾燒毀了他的錢。伯內特獨自行動，成功控制了畫廊的安全室，監視到阿基莫夫和賈布提·西羅（門多薩的保鏢）正在討論在碼頭的57號倉庫進行的交易。洛瑞使用消音武器穿越畫廊的另一部分，查明俄羅斯人在做什麼。隨後，兩人對此產生懷疑，認為俄羅斯人在守衛其他東西，後來被揭示為一個毒品實驗室。洛瑞摧毀了實驗室，並以爆炸性的方式逃脫，最後被武裝嚴密的俄羅斯人包圍。伯內特來救援他的搭檔，雙人一起從畫廊打出來。

### Act 4
麥克、馬克斯和李安決定前往碼頭幹掉阿基莫夫。伯內特單槍匹馬闖進去，洛瑞提供狙擊支援，李安則負責觀察。伯內特成功混入，並看到門多薩和阿基莫夫之間的交易。過程中，他驚訝地發現一開始被認為死於汽車爆炸的特工傑克森還活著，而且還跟門多薩勾結。伯內特拼命從倉庫逃出來，不僅要對付殘餘的俄羅斯黑手黨，還得面對剛到達的哥倫比亞販毒集團。洛瑞把狙擊槍交給伯內特，自己則上了阿基莫夫的船。
在船上，阿基莫夫出現了，還挾持了李安。逼不得已，馬克斯抓準時機，耐心等待，終於成功狙殺了阿基莫夫。李安透露她在門多薩的船上放了個追踪器，三人隨即展開追捕。

### Act 5
麥克、馬克斯和李安攻進門多薩的豪宅，對抗他的哥倫比亞販毒集團私人軍隊。當馬克斯和麥克清理豪宅時，李安與雷·傑克森對峙。經過一番交流後，傑克森被門多薩射殺，而門多薩後來逃脫。馬克斯趕到，最後與門多薩的保鏢西羅對決。馬克斯打敗了西羅，和麥克重新匯合，準備擊潰哥倫比亞販毒集團。兩人一路打到門多薩那裡，門多薩正站在一門大炮上等著他們。在馬克斯吸引門多薩的火力，麥克射擊門多薩的同時，兩人成功制服了毒販。門多薩極度絕望地求饒，趁兩人分心時拔出隱藏武器，解除了麥克的武裝。馬克斯踢給他門多薩的金色執法者，將毒販解決，他的屍體正好落在西羅旁邊。包括李安在內的TNT特工們重新集合。麥克和馬克斯互相唇槍舌劍，讓李安感到不悅，痛斥了他們兩個。儘管被困在這個島上，三人依然取得了勝利，意氣風發地離開。

## 遊戲模式
- 搜索模式（Explore Mode）[5]

可讓你搜查邁阿密的環境和尋找罪犯的犯罪證據
- 掩護模式（Cover Mode）[6]

如果遭遇眾多武力分子，可以尋求掩護點來降低傷害
- 狙擊模式（Sinper Mode）[6]

僅在擁有狙擊槍的時候才可以使用這個模式，不過大部分的關卡狙擊槍都是無限彈藥
- 首領對決模式（Boss Mode）[6]

除了Tatiyana的武裝直升機可以自選掩護點之外，其餘都是固定掩護點，例如左右移動

## 相關音樂
預告片的主題曲選用世界摔角娛樂選手希爾頓·班哲明的進場主題曲《Desperate Times》。而遊戲主選單的主題曲則是Bad Manners與SirReal於2003年發行的單曲《What Who》，這個單曲隨後收錄在2009年發行的專輯《Ill Mannered》

## 評價
| 汇总媒体   | 得分   | 得分   | 得分   | 得分   |
| 汇总媒体   | PS2    | NGC    | Xbox   | PC     |
| ---------- | ------ | ------ | ------ | ------ |
| Metacritic | 36/100 | 35/100 | 35/100 | 43/100 |

| 媒体                    | 得分   | 得分   | 得分   | 得分   |
| 媒体                    | PS2    | NGC    | Xbox   | PC     |
| ----------------------- | ------ | ------ | ------ | ------ |
| Game Informer           | 4/10   | 5/10   | 4/10   | 不适用 |
| GameSpot                | 3/10   | 3/10   | 3/10   | 不适用 |
| GameZone                | 3/10   | 不适用 | 不适用 | 不适用 |
| IGN                     | 3.6/10 | 3.6/10 | 3.6/10 | 3.6/10 |
| 任天堂力量              | 不适用 | 5/10   | 不适用 | 不适用 |
| 英国PlayStation官方杂志 | 1/10   | 不适用 | 不适用 | 不适用 |
| 官方Xbox杂志            | 不适用 | 不适用 | 1/10   | 不适用 |
| PC Gamer英国            | 不适用 | 不适用 | 不适用 | 36%    |
| TeamXbox                | 不适用 | 不适用 | 3.8/10 | 不适用 |
| X-Play                  | [ 23 ] | [ 23 ] | [ 23 ] | 不适用 |
| The Times               | [ 24 ] | 不适用 | [ 24 ] | [ 24 ] |

根據遊戲評論整合網站Metacritic的統計，《絕地戰警：邁阿密行動》在各個平台上普遍獲得了貶低的評價。
這款遊戲在GameTrailers的「十大最佳與最糟糕電玩」中被評為第10名最糟糕；而在「十大最爛電影改編遊戲」中名列第三。
儘管評價不好，這款遊戲仍成為了Blitz Games在英國市場銷售成績最佳的作品。